# Isabel Mackensen-Geis
Pour les articles homonymes, voir Mackensen et Geis (homonymie).
Isabel Mackensen-Geis (née le 29 septembre 1986 sous le nom d'Isabel Mackensen à Schwetzingen) est une femme politique allemande du Parti social-démocrate (SPD/ Parti social-démocrate d'Allemagne), membre du Bundestag, le parlement allemand, depuis 2019.

## Biographie
Mackensen-Geis a passé son baccalauréat en 2006 au Kurfürst-Ruprecht-Gymnasium de Neustadt et a ensuite commencé des études de sciences politiques et d'histoire à l'université de Trèves, qu'elle a terminées en 2012 avec le grade académique de Magistra Artium. Elle a ensuite suivi des études complémentaires à l'université d'administration de Spire. De 2015 à 2017, elle a travaillé pour le district du Palatinat du SPD et les sous-districts du SPD de Neustadt-Bad Dürkheim et du Palatinat du Sud, avant de rejoindre le groupe parlementaire du SPD au Land de Rhénanie-Palatinat en tant que conseillère spécialisée dans l'environnement, l'énergie, l'alimentation, les forêts, l'agriculture et la viticulture.
Elle est mariée et vit depuis l'âge de deux ans à Niederkirchen, dans le district de Bad Dürkheim[3]. Mackensen-Geis est de confession protestante[1]. Entre-temps, elle habite à Bad Dürkheim.

## vie politique
Mackensen-Geis a adhéré au SPD en septembre 2009. De 2013 à 2017, elle a été présidente des Jusos Pfalz. Lors des élections fédérales de 2017, elle s'est présentée dans la circonscription de Neustadt-Speyer (Bundestagswahlkreis Neustadt – Speyer), mais a été battue avec 25,3 % des voix par Johannes Steiniger (CDU), qui a obtenu 40 %. Le 2 juillet 2019, elle a remplacé Katarina Barley au Bundestag en tant que onzième sur la liste régionale du SPD de Rhénanie-Palatinat, cette dernière ayant été transférée au Parlement européen. Carsten Kühl, placé avant elle, avait auparavant renoncé à son mandat.
Au 19e Bundestag allemand, elle fait partie de la commission de l'alimentation et de l'agriculture en tant que membre titulaire et de la commission de l'environnement, de la protection de la nature et de la sécurité nucléaire ainsi que de la commission des pétitions en tant que membre suppléant.